# Phyllonorycter stephanandrae
Phyllonorycter stephanandrae là một loài bướm đêm thuộc họ Gracillariidae. Nó được tìm thấy ở Nhật Bản (Honshū).
Sải cánh dài 6–7 mm.
Ấu trùng ăn Stephanandra incisa. Chúng ăn lá nơi chúng làm tổ.